# Federazione di baseball del Pakistan
La Federazione pakistana di baseball (eng. Pakistan Federation Baseball) è un'organizzazione fondata nel 1992 per governare la pratica del baseball in Pakistan.
Organizza il campionato di baseball pakistano, e pone sotto la propria egida la nazionale maschile.